# Nestinarstvo

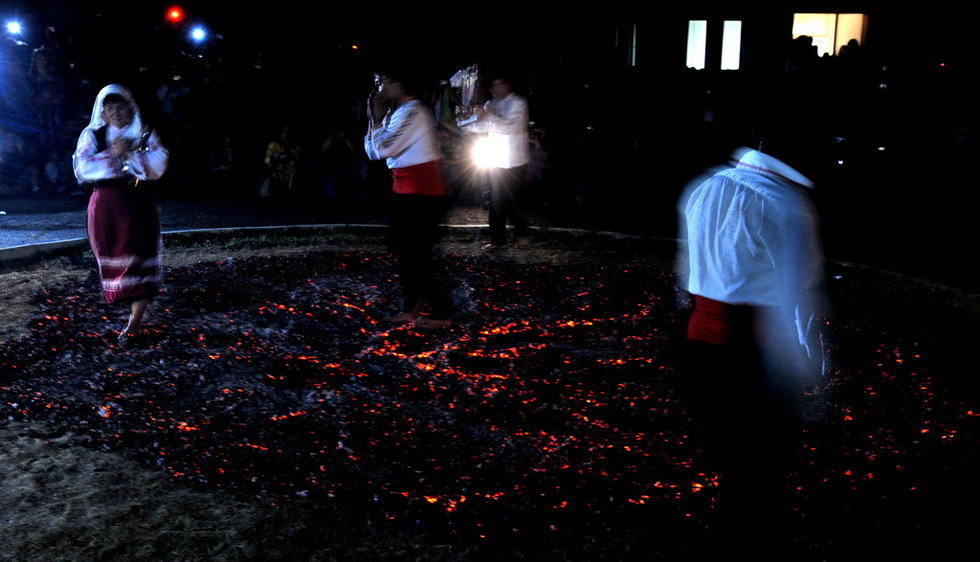
Nestinarstvo na vila de Balgari, Bulgária.

Nestinarstvo (em búlgaro:  нестинарство; em grego:  αναστενάρια - anastenária) é um ritual do fogo originariamente realizado em vários vilarejos nos montes Strandzha, próximos à zona costeira do Mar Negro, no extremo sudeste da Bulgária. Consiste numa forma de dança sobres brasas (жарава, zharava), realizada pelo nestinari (нестинари). A apresentação geralmente se processa na praça central dos vilarejos, perante toda a população, no dia dos santos Constantino e Helena ou dos santos padroeiros da vila. O ritual constitui um sincretismo único entre as crenças ortodoxas e velhas tradições pagãs da região do Strandzha. 
Tradicionalmente, o direito de liderar o ritual era hereditário, de modo que o chefe nestinari seria apenas sucedido pelo seu filho ou filha, e unicamente quando estivesse muito velho ou doente para fazê-lo. A casa do chefe nestinari era considerada sagrada por abrigar o stolnina (столнина) - uma pequena capela onde jazem os ícones de diversos santos, bem como o tambor sagrado utilizado especificamente para o ritual, ao qual a tradição popular confere a particularidade de curar quem o toque caso esteja doente.
No dia do ritual, os aldeões se dirigem à stolnina liderados pelo nestinari e pelo sacerdote, onde se processa a incensação dos ícones sacros e dos outros nestinari, simbolizando a transferência de poder espiritual e inspiração divina. Os aldeões seguem, então, rumo a um regato carregando os ícones dos santos, e lá partilham e comem da oferenda previamente sacrificada. Após o pôr do sol, a multidão acende uma grande fogueira e dança o horo (uma forma tradicional de dança de roda) até que o fogo se extinga e a fogueira se transforme inteiramente em brasas. A dança sobre as brasas que se segue, considerada como o clímax da festividade, é acompanhada pelo toque do tambor sagrado e pelo som de gaita-de-foles. Popularmente, acredita-se que alguns dos dançantes atinjam um estado de transe mediúnico enquanto dançam, o que explicaria por que não queimam os pés nem sentem dor durante o ritual.